# Brückenseilbesichtigungsgerät
Das Brückenseilbesichtigungsgerät wird bei der regelmäßigen Hauptuntersuchung an Hängebrücken und Schrägseilbrücken eingesetzt.
Das Spezialfahrzeug, was einem einfachen Fahrzeugkran ähnlich sieht, wird auf einer Brücke von einem Pylon zu einem anderen versetzt. Im Wesentlichen wird damit überprüft, ob die Beschichtung der Seile Schäden oder Unregelmäßigkeiten aufweist. Dabei sind die unterschiedlichen Herangehensweisen bei Stahl- beziehungsweise Betonbrücken zu beachten: Bei Betonbrücken, die weitaus häufiger vertreten sind als Stahlkonstruktionen, wird mehr auf Risse in der Oberfläche geachtet. Bei vielen älteren Konstruktionen muss den geschraubten Verbindungen – die heute stattdessen direkt verschweißt werden würden  – besondere Aufmerksamkeit geschenkt werden.